# ټ
Ṭa (ټ) est une lettre additionnelle de l’alphabet arabe utilisée dans l’écriture de l’ormuri et du pachto

## Utilisation
Dans l’écriture du pachto ou de l’ormuri avec l’alphabet arabe, ‹ ټ › représente une consonne occlusive rétroflexe sourde [ʈ]
Cette lettre est déjà attestée dans les ouvrages pachto de Bāyazid Rōshān Ansāri au XVIe siècle.

## voir aussi
- ٹ
- ٽ